# I Let It In and It Took Everything
I Let It In and It Took Everything es el segundo álbum de estudio de la banda británica de metalcore Loathe. El álbum fue lanzado el 7 de febrero de 2020 a través de SharpTone Records. El álbum recibió críticas positivas; Metal Hammer lo nombró como el duodécimo mejor álbum de metal de 2020.

## Composición
Los críticos han categorizado el álbum como metalcore, post-metal y djenty nu metal.
Max Heilman de la revista Riff calificó el álbum como "una gran visión del metalcore" y que traspasa "los límites de lo que puede ser la música heavy evitando los trucos por completo". El escritor de Metal Hammer, Remfry Dedman, lo llamó "imposible de encasillar". El escritor de Kerrang! Jake Richardson, describió el álbum como una combinación de "su crujido metálico con sonidos ambientales, guitarras melódicas y elementos de géneros especializados como el shoegaze", y lo elogió por ser capaz de "cambiar del post-rock de gran sonido al metal disonante y resonante con consumado facilidad". Sam Houlden de PunkNews describió el álbum como "nuevo romántico incondicional" debido a su incorporación de "paisajes sonoros dispares, claros y oscuros". Además de moverse entre "secciones intensas de hardcore con síncopa de nivel técnico, pero también secciones de coro y post-estribillo melódico altísimo que llevan la canción a un lugar totalmente diferente antes de que la pista culmine con una ruptura alargada infundida con electro-glitch". En un artículo para Metal Hammer, se hizo referencia al álbum como abriendo "el sonido de la banda a texturas exuberantes y shoegaze y guitarras relucientes". La revista Rock 'N' Load elogió el álbum por la incorporación de elementos de nu metal y metalcore moderno en su estilo post-metal. La undécima pista del álbum, "Heavy Is the Head That Falls with the Weight of a Thousand Thoughts", roza el black metal. Varios periodistas han comparado el álbum con Deftones, citando el estilo vocal del líder Kadeem France similar al de Chino Moreno. Loudwire lo describió como "un despertar sorprendente a la nueva generación de hardcore que gira con ritmos elásticos y djenty y rastros de propulsión industrial. Con sus ataques de ira sin nada que perder, Loathe está preparado para una ruptura en su segundo récord".

## Lista de canciones
| N.º | Título                                                                       | Duración |  |
| 1.  | «Theme»                                                                      | 1:23     |  |
| 2.  | «Aggressive Evolution»                                                       | 3:27     |  |
| 3.  | «Broken Vision Rhythm» (con Harry Rule de God Complex)                       | 2:36     |  |
| 4.  | «Two-Way Mirror»                                                             | 5:00     |  |
| 5.  | «451 Days»                                                                   | 1:39     |  |
| 6.  | «New Faces in the Dark»                                                      | 3:12     |  |
| 7.  | «Red Room»                                                                   | 2:03     |  |
| 8.  | «Screaming»                                                                  | 5:55     |  |
| 9.  | «Is It Really You?»                                                          | 4:48     |  |
| 10. | «Gored»                                                                      | 3:08     |  |
| 11. | «Heavy Is the Head That Falls with the Weight of a Thousand Thoughts»        | 4:18     |  |
| 12. | «A Sad Cartoon»                                                              | 5:16     |  |
| 13. | «A Sad Cartoon (Reprise)»                                                    | 1:15     |  |
| 14. | «I Let It In and It Took Everything...» (con Vincente Void de Darke Complex) | 5:20     |  |

## Personal
Loathe
- Kadeem France - voz principal
- Erik Bickerstaffe - guitarra principal, voz
- Connor Sweeney - guitarra, coros
- Shayne Smith - bajo, coros
- Sean Radcliffe - batería